# Bissières
Bissières é uma ex-comuna francesa na região administrativa da Normandia, no departamento de Calvados. Estendeu-se por uma área de 1,55 km². Em 2010 a comuna tinha 178 habitantes (densidade: 114,8 hab./km²).
Em 1 de janeiro de 2017 foi fundida com a comuna de Méry-Corbon para a criação da nova comuna de Méry-Bissières-en-Auge.